# واهگه
واهگه (به انگلیسی: Wagah) روستایی است در منطقهٔ لاهور، پنجاب پاکستان است و خدماتی به‌عنوان پایانهٔ ترازیت و ایستگاه قطاری بین پاکستان و هند ارائه می‌دهد و در جاده گرند ترانک بین لاهور پنجاب و امریتسار هند واقع شده است.